# 8 листопада
8 листопада — 312-й день року (313-й у високосні роки) у григоріанському календарі. До кінця року залишається 53 дні.

## Свята і пам'ятні дні

### Міжнародні
- Всесвітній день урбанізму (містобудування). (World Urbanism Day) (1949)
- Міжнародний день радіології (2012)

### Національні
- Азербайджан: День перемоги.
- Казахстан: День статистика.
- Канада: Національний день ветеранів аборигенів.
- США: День штату Монтана (1889).

### Релігійні
✙ Православні:
- Собор Архистратига Михаїла і всіх Небесних Сил безплотних.
- Архангелів: Гавриїла, Рафаїла, Уриїла, Селафиїла, Ієгудиїла, Варахиїла та Ієремиїла.

## Іменини
- Михайло, Гаврило[1].

## Події
- 1090 — Митрополит Єфрем освятив Св. Михайлівський собор у Переяславі.
- 1519 — Ернан Кортес прибув до Теночтітлану.
- 1620 — Битва на Білій Горі поблизу Праги.
- 1655 — московсько-козацьке військо після сплати викупу зняло облогу Львова.
- 1793 — Лувр відкрився для публіки.
- 1863 — у Києві відкрито міське відділення Російського музичного товариства.
- 1867 — Оперою Олексія Верстовського «Аскольдова могила» розпочав свій перший сезон постійний оперний театр у Києві (нині — Національна опера України).
- 1895 — Вільгельм Конрад Рентген винайшов X-промені під час дослідів з електрикою.
- 1909 — відбулись установчі збори членів Київського товариства повітроплавання.
- 1918 — у Пряшові закарпатські українці створили Руську Народну Раду.
- 1923 — Гітлер здійснив невдалу спробу путчу в Мюнхені.
- 1927 — закладено Дніпровську гідроелектростанцію потужністю 650 тис. кінських сил.
- 1927 — у Харкові відкрилася перша державна республіканська художня виставка «10 років Жовтню».
- 1935 — у Чернігові відкрито Літературно-меморіальний музей М. М. Коцюбинського.
- 1960 — Джон Ф. Кеннеді обраний 35-м президентом США.
- 1975 — у Ризі на кораблі «Сторожевой» розпочалось антиурядове повстання.
- 1988 — Джордж Герберт Вокер Буш обраний 41-м президентом США.
- 1997 — у Львові відкритий пам'ятник жертвам комуністичних злочинів.
- 1999 — Папа Римський Іван Павло II вперше в історії папства відвідав Грузію.
- 2016 — Дональд Трамп обраний 45-м президентом США, перемігши Гілларі Клінтон.
- 2020
  - взяття Шуші азербайджанськими військами.
  - З берлінського аеропорту Тегель вирушив останній рейс (Air France Airbus A320 Париж—Берлін). На цю подію прийшли подивитися багато берлінців, а зараз в місті є новий аеропорт Бранденбург.

## Народились

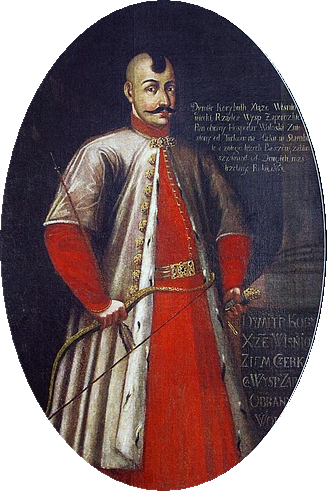
Дмитро Вишневецький (Байда).

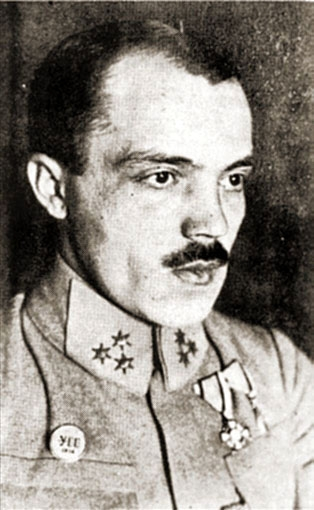
Дмитро Вітовський

Дивись також Категорія:Народились 8 листопада
- 1050 — Святополк Ізяславич, Великий князь київський із династії Рюриковичів.
- 1517 — Дмитро Байда-Вишневецький, князь, козацький отаман.
- 1572 — Йоганн-Сигізмунд, бранденбурзький маркграф.
- 1656 — Едмонд Галлей, англійський астроном і геофізик
- 1758 — Гриневецький Мелетій Модест, український церковний діяч.
- 1837 — Ілля Чавчавадзе, грузинський письменник.
- 1847 — Брем Стокер, ірландський письменник.
- 1848 — Готлоб Фреге, німецький логік, математик і філософ.
- 1868 — Марія-Іванна Грушевська, українська громадська діячка.
- 1869 — Яків Яциневич, український композитор, диригент
- 1878 — Аврам Гребінь, український лірник.
- 1883 — Остап Луцький, український громадсько-політичний діяч.
- 1887 — Дмитро Вітовський, український політик, військовик і літератор, сотник Легіону Українських Січових Стрільців, полковник, начальний командант УГА, Державний секретар військових справ ЗУНР.
- 1888 — Дмитро Ровинський, український актор і режисер, театральний діяч.
- 1891 — Олесь Досвітній, український письменник
- 1898 — Микола Ледянко, український письменник.
- 1900 — Марґарет Мітчелл, американська письменниця.
- 1908 — Михайло Різник, український шрифтознавець, книжковий графік.
- 1918 — Дмитро Прилюк, український публіцист, письменник, педагог.
- 1922 — Платон Білецький, український мистецтвознавець і художник. Автор книжок «Українське мистецтво XVII—XVIII ст.» (1963), «Український портретний живопис XVII—XVIII ст.» (1981).
- 1923 — Джек Кілбі, американський фізик, лауреат Нобелівської премії з фізики.
- 1935 — Дмитро Квецко, український дисидент, радянський політв'язень.
- 1938 — Володимир Веклич, український вчений, винахідник.

## Померли

Федір Балавенський

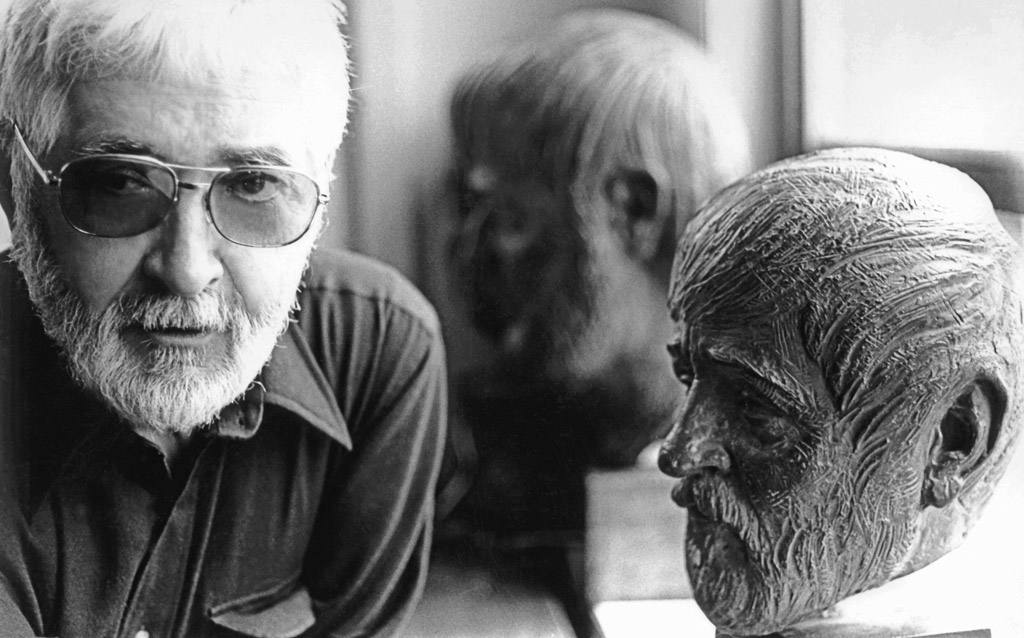
Яків Гніздовський

Див. також Категорія:Померли 8 листопада
- 306 — Димитрій Солунський, святий великомученик із м. Солунь (Салоніки) в Греції
- 1226 — Людовик VIII Лев, французький король
- 1246 — Беренгарія, королева Кастилії і Толедо. Донька кастильського короля Альфонсо VIII.
- 1674 — Джон Мілтон, англійський поет, прозаїк, відомий епічною поемою «Утрачений рай».
- 1703 — Джон Валліс, англійський математик і криптограф, один з попередників математичного аналізу, якому приписують введення символу ∞ нескінченності.
- 1876 — Тамбуріні Антоніо, видатний італійський співак (драматичний баритон).
- 1890 — Сезар Франк, французький композитор й органіст бельгійського походження.
- 1943 — Федір Балавенський, український скульптор. Серед творів погруддя М. Лисенка, надгробок М. Кропивницького в Харкові, портрет Т. Шевченка.
- 1974 — Вольф Мессінг, естрадний «артист оригінального жанру» психотерапевт, психолог, гіпнотизер.
- 1978 — Норман Роквелл, американський живописець і журнальний ілюстратор.
- 1985 — Яків Гніздовський, український художник, графік, кераміст, мистецтвознавець
- 1998 
  - Джон Гант, видатний британський альпініст, керівник першої успішної експедиції на найвищу вершину світу Еверест (29 травня 1953 р.).
  - Жан Маре, французький кіноактор, письменник, художник, скульптор.
- 2005 — Наталія Чмутіна, Народний архітектор Української РСР, професор Української академії мистецтв.
- 2007 — Рогір ван Арде, нідерландський письменник та журналіст, автор роману «Замах» про політичне вбивство Степана Бандери.
- 2016 — Рауль Кутар, французький кінооператор і режисер.
- 2020 — Гові Мікер, канадський хокеїст, багаторазовий Володар Кубка Стенлі.